# أوسكار براون سينيور
أوسكار براون سينيور (بالإنجليزية: Oscar Brown, Sr.)‏ هو محامي أمريكي، ولد في 22 ديسمبر 1895 في كامدن في الولايات المتحدة، وتوفي في 1 أكتوبر 1990 في شيكاغو في الولايات المتحدة.